# Erling Dinesen
Erling Dinesen (* 25. Februar 1910 in Næstved, Region Sjælland; † 19. September 1986 in Gentofte Kommune, Region Hovedstaden) war ein dänischer Gewerkschaftsfunktionär und Politiker der Socialdemokraterne, der unter anderem zwischen 1964 und 1979 Mitglied des Folketing sowie von 1963 bis 1968, zwischen 1971 und 1973 sowie erneut zwischen 1975 und 1976 Arbeitsminister war. Er fungierte zudem zwischen 1969 und 1972 als stellvertretender Vorsitzender sowie von Oktober 1972 bis September 1973 als kommissarischer Vorsitzender der Socialdemokraterne. Darüber hinaus war er zwischen 1977 und 1979 Mitglied des Europäischen Parlamentes.

## Leben

### Gewerkschaftsfunktionär und Kommunalpolitiker
Erling Dinesen, Sohn des Papierarbeiters Julius Dinesen (1880–1950) und dessen Ehefrau Anna Kristine Nielsen (1885–1968), absolvierte nach dem Schulbesuch eine Berufsausbildung als Handlungsgehilfe, die er 1929 mit einem Examen beendete. Er war daraufhin als Angestellter in Genossenschaftsunternehmen in Næstved und Roskilde tätig und engagierte sich zugleich in der Gewerkschaft, und zwar 1935 als Vorsitzender der Gewerkschaftsjugend (Faglig Ungdom) in Roskilde sowie zwischen 1937 und 1943 als Vorsitzender der dortigen Verbandes der Handels- und Büroassistenten. Des Weiteren war er 1943 zuerst Sekretär sowie später von 1945 und 1949 Geschäftsführer des Dänischen Verbandes der Handels- und Büroassistenten (Dansk Handels- og Kontormedhjælperforbund). Sein politisches Engagement für die Sozialdemokratische Partei (Socialdemokraterne) begann er ebenfalls in Roskilde und war dort bis 1948 Vorstandsmitglied von deren Ortsverein sowie ferner zwischen 1943 und 1946 Mitglied des Stadtrates.
1949 wurde Dinesen Vorsitzender des Dansk Handels- og Kontormedhjælperforbund (DHK) und bekleidete diese Funktion bis 1963. Schon vor der Übernahme des Vorsitzes hatte er als Geschäftsführer großen Einfluss auf den DHK. Es war eine Zeit, in der der Verband ein rasantes Wachstum erlebte – allein während seiner Amtszeit wuchs die Mitgliederzahl von rund 60.000 auf etwa 100.000 – Der DHK wurde in seiner Form und seinem Image zeitgemäßer und sprach damit die schnell wachsende Gruppe der Angestellten mehr an als zuvor. Zugleich war er von 1950 bis 1963 erstmals Mitglied des Geschäftsführenden Vorstandes der Landsorganisationen i Danmark (LO), dem größten Gewerkschaftsdachverband des Landes, dem 18 Einzelgewerkschaften angehörten. Dadurch trat er auch in engeren Kontakt mit den politischen Führern der Arbeiterbewegung. Während dieser Zeit engagierte er zudem in zahlreichen weiteren Institutionen und Organisationen und war unter anderem zwischen 1950 und 1963 Mitglied im Lehrlingsrat und zeitgleich Mitglied im Wirtschaftsrat der Arbeiterbewegung. Des Weiteren gehörte er von 1953 bis 1963 dem Produktivitätsausschuss des Handelsministeriums, zwischen 1954 und 1963 dem Arbeitsrat und zeitgleich dem Kreditkommission für den Einzelhandel als Mitglied an. Ferner war er von 1957 bis 1963 Mitglied des Obersten Steuergerichts sowie zwischen 1958 und 1963 erstmals Vorstandsmitglied von Den Socialdemokratiske Presse, ein 1876 gegründetes Medienunternehmen im Besitz der dänischen Gewerkschaftsbewegung, welches eine Reihe sozialdemokratischer Zeitungen veröffentlichte. Außerdem war er von 1952 bis 1963 Vorstandsmitglied der International Federation of Commercial, Clerical and Technical Employees IFCCTE mit Sitz in Amsterdam und zeitgleich Vorsitzender der Handelsfunktionärsgruppe der IFCCTE.

### Arbeitsminister und Abgeordneter
Am 27. August 1963 wurde Erling Dinesen als Nachfolger von Kaj Bundvad als Arbeitsminister (Arbejdsminister) in die Regierung Krag I berufen und bekleidete dieses Minister vom 26. September 1964 bis zum 2. Februar 1968 auch in der Regierung Krag II. Mit seinem Amtsantritt 1963 wurde das Arbeitsministerium zu einem Großministerium, da ihm etliche Fälle mit sozialem Inhalt, aber mit Bezug zum Arbeitsmarkt, übertragen wurden. Das erste von ihm eingebrachte wichtige Vorhaben war das Gesetz für eine Arbeitsmarktzusatzrente ATP (Arbejdsmarkedets Tillægspension) von 1964, später folgte die Wohlfahrtsreform von 1967, die das Arbeitslosengeld fast einem normalen Gehalt annäherte. Die großen Arbeitsmarktprobleme verschafften ihm eine zentrale Position in der Regierung. Er war Mitglied des Wirtschaftsausschusses der Regierung und insbesondere einer der engen Berater von Ministerpräsident Jens Otto Krag.
Am 22. September 1964 wurde er erstmals Mitglied im Folketing, dem Parlament Dänemarks, und vertrat dort zunächst den Wahlkreis Odense Amtskreds sowie zuletzt zwischen dem 21. September 1971 und dem 23. Oktober 1979 den Wahlkreis Fyns Amtskreds. Darüber hinaus gehörte er zwischen 1965 und 1973 dem Hauptvorstand der Socialdemokraterne sowie von 1969 bis 1971 erneut dem Vorstand von Den Socialdemokratiske Presse als Mitglied an.

### Rückkehr in die Regierung, Kommissarischer Parteivorsitzender und Mitglied des Europäischen Parlaments

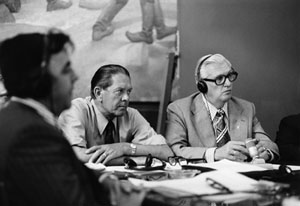
Erling Dinesen (Mitte) mit dem LO-Vorsitzenden Thomas Nielsen (Fotografie von Erling Mandelmann, 1974).

Erling Dinesen, der von 1969 bis 1972 stellvertretender Vorsitzender der Sozialdemokratischen Partei war, übernahm am 11. Oktober 1971 in der Regierung Krag III erneut das Amt als Arbeitsminister und bekleidete dieses Ministeramt vom 5. Oktober 1972 bis zum 19. September 1973 auch in der Regierung Jørgensen I. Nachdem Ministerpräsident Krag nach der Volksabstimmung vom 2. Oktober 1972 über den Beitritt zur Europäischen Wirtschaftsgemeinschaft (EWG) als Parteivorsitzender zurückgetreten war, fungierte er von Oktober 1972 bis zur Wahl von Anker Jørgensen zum neuen Vorsitzenden der Socialdemokraterne im September 1973 außerdem als kommissarischer Parteivorsitzender.
Dinesen war zwischen 1974 und 1975 noch einmal Mitglied des Geschäftsführenden Vorstandes der Landsorganisationen i Danmark und bekleidete in der Regierung Jørgensen II vom 13. Februar 1975 bis zu seiner Ablösung durch Erling Jensen am 8. September 1976 zum dritten Mal das Amt als Arbeitsminister. Sein Einfluss unter Ministerpräsident Jørgensen war jedoch deutlich geringer als unter Ministerpräsident Krag. In seinen letzten Jahren hatte sich Krag zunehmend um die Markt- und Außenpolitik gekümmert, während sich Jørgensen selbst eher mit innenpolitischen Themen befasste. Hinzu kam, dass Dinesen, wie viele Politiker, die aus der Gewerkschaftsbewegung hervorgingen, nach und nach den engen und direkten Kontakt zur gewerkschaftlichen Basis verlor, wohl meist aufgrund einer Grundhaltung in der Gewerkschaftsbewegung gegenüber hochrangigen Funktionären. Allmählich verspürte er auch das Bedürfnis, vom Arbeitsministerium zu wechseln und überließ zuletzt zunehmend dem Vorsitzenden des Arbeitsmarktausschusses, Svend Auken, die eigentlichen politischen Verhandlungen wie unter anderem zur Arbeitsumweltgesetzgebung (Arbejdsmiljølovgivningen). Darüber hinaus war er als Vertreter des Folketing zwischen 1977 und 1979 Mitglied des Europäischen Parlamentes.

## Privat
Dinesen war seit dem 1. Mai 1942 mit der Yogalehrerin Enid Madsen (1920–2005) verheiratet. Nach seinem Tode wurde er auf dem Vestre Kirkegård beigesetzt.